# تپه گری کلن کوک (گلین کبود)
تپه گری کلن کوک (گلین کبود) در مریوان، ضلع جنوبی شهر واقع شده و این اثر در تاریخ ۱۹ تیر ۱۳۴۸ با شمارهٔ ثبت ۸۶۶ به‌عنوان یکی از آثار ملی ایران به ثبت رسیده است.